# Gare de Montceau-les-Mines
Gare de Montceau-les-Mines vasútállomás Franciaországban, Montceau-les-Mines településen.

## Vasútvonalak
Az állomást az alábbi vasútvonalak érintik:
- Coteau-Montchanin-vasútvonal
- TER Bourgogne 2-es vonal

## Kapcsolódó állomások
A vasútállomáshoz az alábbi állomások vannak a legközelebb:
- Gare de Blanzy (Gare de Dijon-Ville, TER Bourgogne 2-es vonal)
- Gare de Galuzot (Gare de Moulins-sur-Allier, TER Bourgogne 2-es vonal)